# Ultrazvučno čišćenje
Ultrazvučno čišćenje je proces koji koristi ultrazvuk (obično od 20 do 40 kHz) za miješanje tekućine, s učinkom čišćenja. Ultrazvučni čistači dolaze u različitim veličinama, od malih stolnih jedinica s unutarnjim volumenom manjim od 0,5 litara, do velikih industrijskih jedinica s volumenima koji se približavaju 1000 litara.
Načelo ultrazvučnog stroja za čišćenje je pretvaranje zvučne energije izvora ultrazvučne frekvencije u mehaničku vibraciju kroz pretvornik. Vibracija koju stvara ultrazvučni val prenosi se na tekućinu za čišćenje kroz stijenku spremnika za čišćenje tako da mikro-mjehurići u tekućini u spremniku mogu nastaviti vibrirati pod djelovanjem zvučnog vala, uništavajući i odvajajući prljavštinu vezanu na površinu objekta.
Ovisno o predmetu koji se čisti, proces može biti vrlo brz, može se potpuno očistiti zaprljani predmet u nekoliko minuta. U drugim slučajevima, čišćenje može biti sporije i duže od 30 minuta, te kombinirano s povišenom temperaturom medija. 
Ultrazvučni čistači koriste se za čišćenje mnogih različitih vrsta predmeta, uključujući industrijske dijelove, nakit , znanstvene uzorke, leće i druge optičke dijelove, satove, zubarske i kirurške instrumente, alate, kovanice, nalivpera, palice za golf, role za ribolov, rolete za prozore, dijelove vatrenog oružja, rasplinjače za gorivo u automobilima, glazbene instrumente, gramofonske ploče, industrijski strojno obrađene dijelove i elektroničku opremu, optičke leće, itd. Koriste se u mnogim zlatarskim i urarskim radionicama, za popravak elektronike, u znanstvenim laboratorijima te za čišćenje metalnih muzejskih predmeta.

## Povijest
Ultrazvučno čišćenje koristi se u industriji već 70 godina, posebno za čišćenje dijelova složenog oblika, te za ubrzavanje procesa površinske obrade.
Čini se da su se ultrazvučni čistači razvili kao prirodna evolucija nekoliko ranijih izuma koji su koristili vibracije za mućkanje i miješanje tvari, pa stoga nema određenog "izumitelja" ultrazvučnog čišćenja. Američki patent 2815193, izdan u prosincu 1954., je najraniji zabilježeni patent koji posebno koristi izraz "ultrazvučno čišćenje" iako se raniji patenti odnose na upotrebu ultrazvuka za "intenzivno miješanje" i "poliranje", npr. US 2651148 .
Do sredine 1950-ih postojala su najmanje tri proizvođača ultrazvučnih čistača u Sjedinjenim Državama i dva u Ujedinjenom Kraljevstvu; a do 1970-ih ultrazvučni čistači ušli su u široku primjenu za industrijsku i kućnu upotrebu. 

## Karakteristike procesa
Ultrazvučno čišćenje koristi kavitacijske mjehuriće izazvane visokofrekventnim tlačnim (zvučnim) valovima za miješanje tekućine. Miješanje proizvodi velike sile na kontaminante koji se lijepe za podlogu poput metala, plastike, stakla, gume i keramike. Ovo djelovanje također prodire kroz rupe, pukotine i udubljenja. Namjera je temeljito ukloniti sve tragove onečišćenja čvrsto prianjajućih ili utisnutih na čvrste površine. Mogu se koristiti voda ili druga otapala, ovisno o vrsti onečišćenja i objektu koji se čisti. Kontaminanti mogu uključivati prašinu, prljavštinu, ulje, pigmente, hrđu, masnoću, alge, gljivice, bakterije, kamenac, spojeve za poliranje, sredstva za otapanje, otiske prstiju, vosak od čađe i sredstva za otpuštanje plijesni, biološko tlo poput krvi i tako dalje. Ultrazvučno čišćenje može se koristiti za širok raspon oblika, veličina i materijala izradaka i možda neće zahtijevati rastavljanje dijela prije čišćenja. 
Ne smije se dopustiti da predmeti leže na dnu uređaja tijekom procesa čišćenja, jer će to spriječiti pojavu kavitacije na dijelu predmeta koji nije u kontaktu s otapalom. 